# 佐藤麻衣子 (アートエデュケーター)
佐藤麻衣子は、日本のエデュケーター。

## 概要
水戸芸術館現代美術センターで教育普及担当の学芸員（アートエデュケーター）を経て、2021年よりフリーランスで活動。
令和3年度文化庁新進芸術家海外研修制度研修員。
オランダ、アムステルダムを拠点に、美術館教育の調査研究、執筆、講演を行なう。「袋田病院＆フィフス・シーズン─精神科病院におけるアーティスト・イン・レジデンス」プロジェクトマネージャー。マガジンハウス・クリエイティブマガジン「こここ」でオランダ生活について連載中。
オランダの美術館教育のリサーチについては、TOTAL ARTS STUDIES Premier「芸術から眺めるこども、こころ、せかい」コースSeries4.で配信中。
ドキュメンタリー映画『目の見えない白鳥さん、アートを見にいく』（2023）に出演。